# Уальки
Уальки (исп. Hualqui) — город в Чили. Административный центр одноимённой коммуны. Население — 13 724 человека (2002). Город и коммуна входит в состав провинции Консепсьон и области Био-Био.
Территория коммуны — 530,5 км². Численность населения — 20 968 жителей (2007). Плотность населения — 39,52 чел./км².

## Расположение
Город расположен в 19 км юго-восточнее административного центра области — города Консепсьон.
Коммуна граничит:
- на севере — с коммунами Консепсьон, Флорида;
- на востоке — с коммуной Юмбель;
- на юго-востоке — с коммуной Сан-Росендо;
- на юго-западе — с коммуной Санта-Хуана;
- на западе — с коммуной Коронель;
- на северо-западе — с коммуной Чигуаянте.

## Демография
Согласно сведениям, собранным в ходе переписи Национальным институтом статистики, население коммуны составляет 20 968 человек, из которых 10 304 мужчины и 10 664 женщины.
Население коммуны составляет 1,06 % от общей численности населения области Био-Био. 17,42 % относится к сельскому населению и 82,58 % — городское население.

### Важнейшие населённые пункты коммуны
- Уальки  (город) — 13 724 жителя.
- Талькамавида (посёлок) — 1032 жителя.